# Centrala aerometryczna
Centrala aerometryczna (ang. Air Data Computer, ADC) – urządzenie (najczęściej rodzaj komputera) służące do wyliczania parametrów lotu statku powietrznego (prędkość przyrządowa – IAS, prędkość rzeczywista – TAS, liczba Macha, wysokość, kąt natarcia i ślizgu, prędkość pionowa, temperatura rzeczywista) na podstawie parametrów powietrza opływającego ów statek powietrzny (ciśnienia całkowitego i statycznego, temperatury spiętrzenia oraz kątów opływu).

## Zasada działania
Pomiar parametrów powietrza odbywa się zazwyczaj z wykorzystaniem tradycyjnych czujników. Pomiar ciśnienia statycznego i całkowitego odbywa się za pomocą Odbiorników Ciśnienia Powietrza (OCP), pomiar temperatury spiętrzenia najczęściej za pomocą termometrów rezystancyjnych, a kątów opływu za pomocą czujników ciśnieniowych lub skrzydełkowych. Zmierzone wartości przetwarzane są na sygnał cyfrowy (wcześniej analogowy) i przekazywane do układu przetwarzania. Układ przetwarzania na podstawie zmierzonych wartości oraz ciśnienia odniesienia oblicza parametry lotu (np. wysokość barometryczną, prędkość rzeczywistą, liczbę Macha, prędkość pionową itd.) i przekazuje je do systemu zobrazowania informacji (ekrany LCD, wskaźniki zegarowe itp.) oraz w zależności od potrzeby do systemów poprawy stabilności (Stability Augmentation System) i sterowności (Control Augmentation System), sterowania zespołem napędowym, nawigacyjno-celowniczych itd. Aby zapewnić dużą niezawodność centrali używa się układów zwielokrotnionych oraz wbudowanych systemów diagnostycznych (BITE – Built-in Test Equipment).

## Zalety stosowania
Wykorzystanie zintegrowanego systemu obliczeniowo-pomiarowego umożliwia podawania parametrów lotu z większą dokładnością dzięki bardziej skutecznej kompensacji błędów (uwzględnienie ściśliwości powietrza, rzeczywistej zmiany temperatury, konfiguracji statku powietrznego), oraz zmniejsza liczbę potrzebnych przyrządów.